# 1911年の政治
1911年の政治（1911ねんのせいじ）では、1911年（明治44年）の政治分野に関する出来事について記述する。

## できごと

### 1月
- 1月18日 - 大審院、大逆事件（幸徳事件）の裁判で幸徳秋水ら被告全24人に死刑判決。
- 1月19日
  - 大逆事件で死刑判決を受けた12人が無期懲役に減刑。
  - 読売新聞が社説で国定教科書における南北朝並立の記述を批判、いずれの皇統が正当かをめぐり帝国議会での論争に発展。（南北朝正閏問題）
- 1月24日 - 大逆事件で幸徳秋水ら11人の死刑執行。
- 1月25日 - 管野スガ、死刑執行。

### 2月
- 2月21日 - 日米通商航海条約調印（関税自主権が回復）。

### 3月
- 3月11日- 日本で普通選挙法が衆議院で可決される。

### 5月
- 5月9日 - 清が幹線鉄道国有化令を発布する。

### 7月
- 7月1日 - ドイツ帝国軍艦がモロッコのアガディール港に寄港し、フランスを威嚇する（アガディール事件）。
- 7月13日 - 第3次日英同盟協約締結。

### 8月
- 8月18日 - イギリスで議会法が制定され、下院の優越が法制化される。
- 8月30日 - 第2次西園寺内閣成立。

### 9月
- 9月14日 - キエフでロシア帝国首相ピョートル・ストルイピンが狙撃される。
- 9月18日 - ストルイピン首相が死去。後任にウラジーミル・ココツェフ蔵相。
- 9月29日 - 北アフリカのオスマン帝国領をめぐって、イタリア王国がオスマン帝国に宣戦布告する（イタリア・トルコ戦争）。

### 10月
- 10月10日 - 武昌蜂起が起こる（辛亥革命の始まり）。

### 11月
- 11月4日 - モロッコに関する独仏協定が結ばれる。モロッコではフランスの権益が認められ、ドイツが仏領コンゴの一部を獲得する。
- 11月30日 - 外モンゴル（後のモンゴル国）が清から独立を宣言。
- 11月 - メキシコ革命で、農民派のエミリアーノ・サパタが蜂起する。

### 12月
- 12月23日 - 第28議会召集。